# Opačné rošády
|   | a | b | c | d | e | f | g | h |   |
| 8 | c8 černý věž · d8 černý dáma · f8 černý věž · g8 černý král · a7 černý pěšec · b7 černý pěšec · d7 černý střelec · e7 černý pěšec · f7 černý pěšec · g7 černý střelec · d6 černý pěšec · f6 černý jezdec · g6 černý pěšec · e5 černý jezdec · h5 černý pěšec · d4 bílý jezdec · e4 bílý pěšec · h4 bílý pěšec · b3 bílý střelec · c3 bílý jezdec · e3 bílý střelec · f3 bílý pěšec · a2 bílý pěšec · b2 bílý pěšec · c2 bílý pěšec · d2 bílý dáma · g2 bílý pěšec · c1 bílý král · d1 bílý věž · h1 bílý věž | c8 černý věž · d8 černý dáma · f8 černý věž · g8 černý král · a7 černý pěšec · b7 černý pěšec · d7 černý střelec · e7 černý pěšec · f7 černý pěšec · g7 černý střelec · d6 černý pěšec · f6 černý jezdec · g6 černý pěšec · e5 černý jezdec · h5 černý pěšec · d4 bílý jezdec · e4 bílý pěšec · h4 bílý pěšec · b3 bílý střelec · c3 bílý jezdec · e3 bílý střelec · f3 bílý pěšec · a2 bílý pěšec · b2 bílý pěšec · c2 bílý pěšec · d2 bílý dáma · g2 bílý pěšec · c1 bílý král · d1 bílý věž · h1 bílý věž | c8 černý věž · d8 černý dáma · f8 černý věž · g8 černý král · a7 černý pěšec · b7 černý pěšec · d7 černý střelec · e7 černý pěšec · f7 černý pěšec · g7 černý střelec · d6 černý pěšec · f6 černý jezdec · g6 černý pěšec · e5 černý jezdec · h5 černý pěšec · d4 bílý jezdec · e4 bílý pěšec · h4 bílý pěšec · b3 bílý střelec · c3 bílý jezdec · e3 bílý střelec · f3 bílý pěšec · a2 bílý pěšec · b2 bílý pěšec · c2 bílý pěšec · d2 bílý dáma · g2 bílý pěšec · c1 bílý král · d1 bílý věž · h1 bílý věž | c8 černý věž · d8 černý dáma · f8 černý věž · g8 černý král · a7 černý pěšec · b7 černý pěšec · d7 černý střelec · e7 černý pěšec · f7 černý pěšec · g7 černý střelec · d6 černý pěšec · f6 černý jezdec · g6 černý pěšec · e5 černý jezdec · h5 černý pěšec · d4 bílý jezdec · e4 bílý pěšec · h4 bílý pěšec · b3 bílý střelec · c3 bílý jezdec · e3 bílý střelec · f3 bílý pěšec · a2 bílý pěšec · b2 bílý pěšec · c2 bílý pěšec · d2 bílý dáma · g2 bílý pěšec · c1 bílý král · d1 bílý věž · h1 bílý věž | c8 černý věž · d8 černý dáma · f8 černý věž · g8 černý král · a7 černý pěšec · b7 černý pěšec · d7 černý střelec · e7 černý pěšec · f7 černý pěšec · g7 černý střelec · d6 černý pěšec · f6 černý jezdec · g6 černý pěšec · e5 černý jezdec · h5 černý pěšec · d4 bílý jezdec · e4 bílý pěšec · h4 bílý pěšec · b3 bílý střelec · c3 bílý jezdec · e3 bílý střelec · f3 bílý pěšec · a2 bílý pěšec · b2 bílý pěšec · c2 bílý pěšec · d2 bílý dáma · g2 bílý pěšec · c1 bílý král · d1 bílý věž · h1 bílý věž | c8 černý věž · d8 černý dáma · f8 černý věž · g8 černý král · a7 černý pěšec · b7 černý pěšec · d7 černý střelec · e7 černý pěšec · f7 černý pěšec · g7 černý střelec · d6 černý pěšec · f6 černý jezdec · g6 černý pěšec · e5 černý jezdec · h5 černý pěšec · d4 bílý jezdec · e4 bílý pěšec · h4 bílý pěšec · b3 bílý střelec · c3 bílý jezdec · e3 bílý střelec · f3 bílý pěšec · a2 bílý pěšec · b2 bílý pěšec · c2 bílý pěšec · d2 bílý dáma · g2 bílý pěšec · c1 bílý král · d1 bílý věž · h1 bílý věž | c8 černý věž · d8 černý dáma · f8 černý věž · g8 černý král · a7 černý pěšec · b7 černý pěšec · d7 černý střelec · e7 černý pěšec · f7 černý pěšec · g7 černý střelec · d6 černý pěšec · f6 černý jezdec · g6 černý pěšec · e5 černý jezdec · h5 černý pěšec · d4 bílý jezdec · e4 bílý pěšec · h4 bílý pěšec · b3 bílý střelec · c3 bílý jezdec · e3 bílý střelec · f3 bílý pěšec · a2 bílý pěšec · b2 bílý pěšec · c2 bílý pěšec · d2 bílý dáma · g2 bílý pěšec · c1 bílý král · d1 bílý věž · h1 bílý věž | c8 černý věž · d8 černý dáma · f8 černý věž · g8 černý král · a7 černý pěšec · b7 černý pěšec · d7 černý střelec · e7 černý pěšec · f7 černý pěšec · g7 černý střelec · d6 černý pěšec · f6 černý jezdec · g6 černý pěšec · e5 černý jezdec · h5 černý pěšec · d4 bílý jezdec · e4 bílý pěšec · h4 bílý pěšec · b3 bílý střelec · c3 bílý jezdec · e3 bílý střelec · f3 bílý pěšec · a2 bílý pěšec · b2 bílý pěšec · c2 bílý pěšec · d2 bílý dáma · g2 bílý pěšec · c1 bílý král · d1 bílý věž · h1 bílý věž | 8 |
| 7 | c8 černý věž · d8 černý dáma · f8 černý věž · g8 černý král · a7 černý pěšec · b7 černý pěšec · d7 černý střelec · e7 černý pěšec · f7 černý pěšec · g7 černý střelec · d6 černý pěšec · f6 černý jezdec · g6 černý pěšec · e5 černý jezdec · h5 černý pěšec · d4 bílý jezdec · e4 bílý pěšec · h4 bílý pěšec · b3 bílý střelec · c3 bílý jezdec · e3 bílý střelec · f3 bílý pěšec · a2 bílý pěšec · b2 bílý pěšec · c2 bílý pěšec · d2 bílý dáma · g2 bílý pěšec · c1 bílý král · d1 bílý věž · h1 bílý věž | c8 černý věž · d8 černý dáma · f8 černý věž · g8 černý král · a7 černý pěšec · b7 černý pěšec · d7 černý střelec · e7 černý pěšec · f7 černý pěšec · g7 černý střelec · d6 černý pěšec · f6 černý jezdec · g6 černý pěšec · e5 černý jezdec · h5 černý pěšec · d4 bílý jezdec · e4 bílý pěšec · h4 bílý pěšec · b3 bílý střelec · c3 bílý jezdec · e3 bílý střelec · f3 bílý pěšec · a2 bílý pěšec · b2 bílý pěšec · c2 bílý pěšec · d2 bílý dáma · g2 bílý pěšec · c1 bílý král · d1 bílý věž · h1 bílý věž | c8 černý věž · d8 černý dáma · f8 černý věž · g8 černý král · a7 černý pěšec · b7 černý pěšec · d7 černý střelec · e7 černý pěšec · f7 černý pěšec · g7 černý střelec · d6 černý pěšec · f6 černý jezdec · g6 černý pěšec · e5 černý jezdec · h5 černý pěšec · d4 bílý jezdec · e4 bílý pěšec · h4 bílý pěšec · b3 bílý střelec · c3 bílý jezdec · e3 bílý střelec · f3 bílý pěšec · a2 bílý pěšec · b2 bílý pěšec · c2 bílý pěšec · d2 bílý dáma · g2 bílý pěšec · c1 bílý král · d1 bílý věž · h1 bílý věž | c8 černý věž · d8 černý dáma · f8 černý věž · g8 černý král · a7 černý pěšec · b7 černý pěšec · d7 černý střelec · e7 černý pěšec · f7 černý pěšec · g7 černý střelec · d6 černý pěšec · f6 černý jezdec · g6 černý pěšec · e5 černý jezdec · h5 černý pěšec · d4 bílý jezdec · e4 bílý pěšec · h4 bílý pěšec · b3 bílý střelec · c3 bílý jezdec · e3 bílý střelec · f3 bílý pěšec · a2 bílý pěšec · b2 bílý pěšec · c2 bílý pěšec · d2 bílý dáma · g2 bílý pěšec · c1 bílý král · d1 bílý věž · h1 bílý věž | c8 černý věž · d8 černý dáma · f8 černý věž · g8 černý král · a7 černý pěšec · b7 černý pěšec · d7 černý střelec · e7 černý pěšec · f7 černý pěšec · g7 černý střelec · d6 černý pěšec · f6 černý jezdec · g6 černý pěšec · e5 černý jezdec · h5 černý pěšec · d4 bílý jezdec · e4 bílý pěšec · h4 bílý pěšec · b3 bílý střelec · c3 bílý jezdec · e3 bílý střelec · f3 bílý pěšec · a2 bílý pěšec · b2 bílý pěšec · c2 bílý pěšec · d2 bílý dáma · g2 bílý pěšec · c1 bílý král · d1 bílý věž · h1 bílý věž | c8 černý věž · d8 černý dáma · f8 černý věž · g8 černý král · a7 černý pěšec · b7 černý pěšec · d7 černý střelec · e7 černý pěšec · f7 černý pěšec · g7 černý střelec · d6 černý pěšec · f6 černý jezdec · g6 černý pěšec · e5 černý jezdec · h5 černý pěšec · d4 bílý jezdec · e4 bílý pěšec · h4 bílý pěšec · b3 bílý střelec · c3 bílý jezdec · e3 bílý střelec · f3 bílý pěšec · a2 bílý pěšec · b2 bílý pěšec · c2 bílý pěšec · d2 bílý dáma · g2 bílý pěšec · c1 bílý král · d1 bílý věž · h1 bílý věž | c8 černý věž · d8 černý dáma · f8 černý věž · g8 černý král · a7 černý pěšec · b7 černý pěšec · d7 černý střelec · e7 černý pěšec · f7 černý pěšec · g7 černý střelec · d6 černý pěšec · f6 černý jezdec · g6 černý pěšec · e5 černý jezdec · h5 černý pěšec · d4 bílý jezdec · e4 bílý pěšec · h4 bílý pěšec · b3 bílý střelec · c3 bílý jezdec · e3 bílý střelec · f3 bílý pěšec · a2 bílý pěšec · b2 bílý pěšec · c2 bílý pěšec · d2 bílý dáma · g2 bílý pěšec · c1 bílý král · d1 bílý věž · h1 bílý věž | c8 černý věž · d8 černý dáma · f8 černý věž · g8 černý král · a7 černý pěšec · b7 černý pěšec · d7 černý střelec · e7 černý pěšec · f7 černý pěšec · g7 černý střelec · d6 černý pěšec · f6 černý jezdec · g6 černý pěšec · e5 černý jezdec · h5 černý pěšec · d4 bílý jezdec · e4 bílý pěšec · h4 bílý pěšec · b3 bílý střelec · c3 bílý jezdec · e3 bílý střelec · f3 bílý pěšec · a2 bílý pěšec · b2 bílý pěšec · c2 bílý pěšec · d2 bílý dáma · g2 bílý pěšec · c1 bílý král · d1 bílý věž · h1 bílý věž | 7 |
| 6 | c8 černý věž · d8 černý dáma · f8 černý věž · g8 černý král · a7 černý pěšec · b7 černý pěšec · d7 černý střelec · e7 černý pěšec · f7 černý pěšec · g7 černý střelec · d6 černý pěšec · f6 černý jezdec · g6 černý pěšec · e5 černý jezdec · h5 černý pěšec · d4 bílý jezdec · e4 bílý pěšec · h4 bílý pěšec · b3 bílý střelec · c3 bílý jezdec · e3 bílý střelec · f3 bílý pěšec · a2 bílý pěšec · b2 bílý pěšec · c2 bílý pěšec · d2 bílý dáma · g2 bílý pěšec · c1 bílý král · d1 bílý věž · h1 bílý věž | c8 černý věž · d8 černý dáma · f8 černý věž · g8 černý král · a7 černý pěšec · b7 černý pěšec · d7 černý střelec · e7 černý pěšec · f7 černý pěšec · g7 černý střelec · d6 černý pěšec · f6 černý jezdec · g6 černý pěšec · e5 černý jezdec · h5 černý pěšec · d4 bílý jezdec · e4 bílý pěšec · h4 bílý pěšec · b3 bílý střelec · c3 bílý jezdec · e3 bílý střelec · f3 bílý pěšec · a2 bílý pěšec · b2 bílý pěšec · c2 bílý pěšec · d2 bílý dáma · g2 bílý pěšec · c1 bílý král · d1 bílý věž · h1 bílý věž | c8 černý věž · d8 černý dáma · f8 černý věž · g8 černý král · a7 černý pěšec · b7 černý pěšec · d7 černý střelec · e7 černý pěšec · f7 černý pěšec · g7 černý střelec · d6 černý pěšec · f6 černý jezdec · g6 černý pěšec · e5 černý jezdec · h5 černý pěšec · d4 bílý jezdec · e4 bílý pěšec · h4 bílý pěšec · b3 bílý střelec · c3 bílý jezdec · e3 bílý střelec · f3 bílý pěšec · a2 bílý pěšec · b2 bílý pěšec · c2 bílý pěšec · d2 bílý dáma · g2 bílý pěšec · c1 bílý král · d1 bílý věž · h1 bílý věž | c8 černý věž · d8 černý dáma · f8 černý věž · g8 černý král · a7 černý pěšec · b7 černý pěšec · d7 černý střelec · e7 černý pěšec · f7 černý pěšec · g7 černý střelec · d6 černý pěšec · f6 černý jezdec · g6 černý pěšec · e5 černý jezdec · h5 černý pěšec · d4 bílý jezdec · e4 bílý pěšec · h4 bílý pěšec · b3 bílý střelec · c3 bílý jezdec · e3 bílý střelec · f3 bílý pěšec · a2 bílý pěšec · b2 bílý pěšec · c2 bílý pěšec · d2 bílý dáma · g2 bílý pěšec · c1 bílý král · d1 bílý věž · h1 bílý věž | c8 černý věž · d8 černý dáma · f8 černý věž · g8 černý král · a7 černý pěšec · b7 černý pěšec · d7 černý střelec · e7 černý pěšec · f7 černý pěšec · g7 černý střelec · d6 černý pěšec · f6 černý jezdec · g6 černý pěšec · e5 černý jezdec · h5 černý pěšec · d4 bílý jezdec · e4 bílý pěšec · h4 bílý pěšec · b3 bílý střelec · c3 bílý jezdec · e3 bílý střelec · f3 bílý pěšec · a2 bílý pěšec · b2 bílý pěšec · c2 bílý pěšec · d2 bílý dáma · g2 bílý pěšec · c1 bílý král · d1 bílý věž · h1 bílý věž | c8 černý věž · d8 černý dáma · f8 černý věž · g8 černý král · a7 černý pěšec · b7 černý pěšec · d7 černý střelec · e7 černý pěšec · f7 černý pěšec · g7 černý střelec · d6 černý pěšec · f6 černý jezdec · g6 černý pěšec · e5 černý jezdec · h5 černý pěšec · d4 bílý jezdec · e4 bílý pěšec · h4 bílý pěšec · b3 bílý střelec · c3 bílý jezdec · e3 bílý střelec · f3 bílý pěšec · a2 bílý pěšec · b2 bílý pěšec · c2 bílý pěšec · d2 bílý dáma · g2 bílý pěšec · c1 bílý král · d1 bílý věž · h1 bílý věž | c8 černý věž · d8 černý dáma · f8 černý věž · g8 černý král · a7 černý pěšec · b7 černý pěšec · d7 černý střelec · e7 černý pěšec · f7 černý pěšec · g7 černý střelec · d6 černý pěšec · f6 černý jezdec · g6 černý pěšec · e5 černý jezdec · h5 černý pěšec · d4 bílý jezdec · e4 bílý pěšec · h4 bílý pěšec · b3 bílý střelec · c3 bílý jezdec · e3 bílý střelec · f3 bílý pěšec · a2 bílý pěšec · b2 bílý pěšec · c2 bílý pěšec · d2 bílý dáma · g2 bílý pěšec · c1 bílý král · d1 bílý věž · h1 bílý věž | c8 černý věž · d8 černý dáma · f8 černý věž · g8 černý král · a7 černý pěšec · b7 černý pěšec · d7 černý střelec · e7 černý pěšec · f7 černý pěšec · g7 černý střelec · d6 černý pěšec · f6 černý jezdec · g6 černý pěšec · e5 černý jezdec · h5 černý pěšec · d4 bílý jezdec · e4 bílý pěšec · h4 bílý pěšec · b3 bílý střelec · c3 bílý jezdec · e3 bílý střelec · f3 bílý pěšec · a2 bílý pěšec · b2 bílý pěšec · c2 bílý pěšec · d2 bílý dáma · g2 bílý pěšec · c1 bílý král · d1 bílý věž · h1 bílý věž | 6 |
| 5 | c8 černý věž · d8 černý dáma · f8 černý věž · g8 černý král · a7 černý pěšec · b7 černý pěšec · d7 černý střelec · e7 černý pěšec · f7 černý pěšec · g7 černý střelec · d6 černý pěšec · f6 černý jezdec · g6 černý pěšec · e5 černý jezdec · h5 černý pěšec · d4 bílý jezdec · e4 bílý pěšec · h4 bílý pěšec · b3 bílý střelec · c3 bílý jezdec · e3 bílý střelec · f3 bílý pěšec · a2 bílý pěšec · b2 bílý pěšec · c2 bílý pěšec · d2 bílý dáma · g2 bílý pěšec · c1 bílý král · d1 bílý věž · h1 bílý věž | c8 černý věž · d8 černý dáma · f8 černý věž · g8 černý král · a7 černý pěšec · b7 černý pěšec · d7 černý střelec · e7 černý pěšec · f7 černý pěšec · g7 černý střelec · d6 černý pěšec · f6 černý jezdec · g6 černý pěšec · e5 černý jezdec · h5 černý pěšec · d4 bílý jezdec · e4 bílý pěšec · h4 bílý pěšec · b3 bílý střelec · c3 bílý jezdec · e3 bílý střelec · f3 bílý pěšec · a2 bílý pěšec · b2 bílý pěšec · c2 bílý pěšec · d2 bílý dáma · g2 bílý pěšec · c1 bílý král · d1 bílý věž · h1 bílý věž | c8 černý věž · d8 černý dáma · f8 černý věž · g8 černý král · a7 černý pěšec · b7 černý pěšec · d7 černý střelec · e7 černý pěšec · f7 černý pěšec · g7 černý střelec · d6 černý pěšec · f6 černý jezdec · g6 černý pěšec · e5 černý jezdec · h5 černý pěšec · d4 bílý jezdec · e4 bílý pěšec · h4 bílý pěšec · b3 bílý střelec · c3 bílý jezdec · e3 bílý střelec · f3 bílý pěšec · a2 bílý pěšec · b2 bílý pěšec · c2 bílý pěšec · d2 bílý dáma · g2 bílý pěšec · c1 bílý král · d1 bílý věž · h1 bílý věž | c8 černý věž · d8 černý dáma · f8 černý věž · g8 černý král · a7 černý pěšec · b7 černý pěšec · d7 černý střelec · e7 černý pěšec · f7 černý pěšec · g7 černý střelec · d6 černý pěšec · f6 černý jezdec · g6 černý pěšec · e5 černý jezdec · h5 černý pěšec · d4 bílý jezdec · e4 bílý pěšec · h4 bílý pěšec · b3 bílý střelec · c3 bílý jezdec · e3 bílý střelec · f3 bílý pěšec · a2 bílý pěšec · b2 bílý pěšec · c2 bílý pěšec · d2 bílý dáma · g2 bílý pěšec · c1 bílý král · d1 bílý věž · h1 bílý věž | c8 černý věž · d8 černý dáma · f8 černý věž · g8 černý král · a7 černý pěšec · b7 černý pěšec · d7 černý střelec · e7 černý pěšec · f7 černý pěšec · g7 černý střelec · d6 černý pěšec · f6 černý jezdec · g6 černý pěšec · e5 černý jezdec · h5 černý pěšec · d4 bílý jezdec · e4 bílý pěšec · h4 bílý pěšec · b3 bílý střelec · c3 bílý jezdec · e3 bílý střelec · f3 bílý pěšec · a2 bílý pěšec · b2 bílý pěšec · c2 bílý pěšec · d2 bílý dáma · g2 bílý pěšec · c1 bílý král · d1 bílý věž · h1 bílý věž | c8 černý věž · d8 černý dáma · f8 černý věž · g8 černý král · a7 černý pěšec · b7 černý pěšec · d7 černý střelec · e7 černý pěšec · f7 černý pěšec · g7 černý střelec · d6 černý pěšec · f6 černý jezdec · g6 černý pěšec · e5 černý jezdec · h5 černý pěšec · d4 bílý jezdec · e4 bílý pěšec · h4 bílý pěšec · b3 bílý střelec · c3 bílý jezdec · e3 bílý střelec · f3 bílý pěšec · a2 bílý pěšec · b2 bílý pěšec · c2 bílý pěšec · d2 bílý dáma · g2 bílý pěšec · c1 bílý král · d1 bílý věž · h1 bílý věž | c8 černý věž · d8 černý dáma · f8 černý věž · g8 černý král · a7 černý pěšec · b7 černý pěšec · d7 černý střelec · e7 černý pěšec · f7 černý pěšec · g7 černý střelec · d6 černý pěšec · f6 černý jezdec · g6 černý pěšec · e5 černý jezdec · h5 černý pěšec · d4 bílý jezdec · e4 bílý pěšec · h4 bílý pěšec · b3 bílý střelec · c3 bílý jezdec · e3 bílý střelec · f3 bílý pěšec · a2 bílý pěšec · b2 bílý pěšec · c2 bílý pěšec · d2 bílý dáma · g2 bílý pěšec · c1 bílý král · d1 bílý věž · h1 bílý věž | c8 černý věž · d8 černý dáma · f8 černý věž · g8 černý král · a7 černý pěšec · b7 černý pěšec · d7 černý střelec · e7 černý pěšec · f7 černý pěšec · g7 černý střelec · d6 černý pěšec · f6 černý jezdec · g6 černý pěšec · e5 černý jezdec · h5 černý pěšec · d4 bílý jezdec · e4 bílý pěšec · h4 bílý pěšec · b3 bílý střelec · c3 bílý jezdec · e3 bílý střelec · f3 bílý pěšec · a2 bílý pěšec · b2 bílý pěšec · c2 bílý pěšec · d2 bílý dáma · g2 bílý pěšec · c1 bílý král · d1 bílý věž · h1 bílý věž | 5 |
| 4 | c8 černý věž · d8 černý dáma · f8 černý věž · g8 černý král · a7 černý pěšec · b7 černý pěšec · d7 černý střelec · e7 černý pěšec · f7 černý pěšec · g7 černý střelec · d6 černý pěšec · f6 černý jezdec · g6 černý pěšec · e5 černý jezdec · h5 černý pěšec · d4 bílý jezdec · e4 bílý pěšec · h4 bílý pěšec · b3 bílý střelec · c3 bílý jezdec · e3 bílý střelec · f3 bílý pěšec · a2 bílý pěšec · b2 bílý pěšec · c2 bílý pěšec · d2 bílý dáma · g2 bílý pěšec · c1 bílý král · d1 bílý věž · h1 bílý věž | c8 černý věž · d8 černý dáma · f8 černý věž · g8 černý král · a7 černý pěšec · b7 černý pěšec · d7 černý střelec · e7 černý pěšec · f7 černý pěšec · g7 černý střelec · d6 černý pěšec · f6 černý jezdec · g6 černý pěšec · e5 černý jezdec · h5 černý pěšec · d4 bílý jezdec · e4 bílý pěšec · h4 bílý pěšec · b3 bílý střelec · c3 bílý jezdec · e3 bílý střelec · f3 bílý pěšec · a2 bílý pěšec · b2 bílý pěšec · c2 bílý pěšec · d2 bílý dáma · g2 bílý pěšec · c1 bílý král · d1 bílý věž · h1 bílý věž | c8 černý věž · d8 černý dáma · f8 černý věž · g8 černý král · a7 černý pěšec · b7 černý pěšec · d7 černý střelec · e7 černý pěšec · f7 černý pěšec · g7 černý střelec · d6 černý pěšec · f6 černý jezdec · g6 černý pěšec · e5 černý jezdec · h5 černý pěšec · d4 bílý jezdec · e4 bílý pěšec · h4 bílý pěšec · b3 bílý střelec · c3 bílý jezdec · e3 bílý střelec · f3 bílý pěšec · a2 bílý pěšec · b2 bílý pěšec · c2 bílý pěšec · d2 bílý dáma · g2 bílý pěšec · c1 bílý král · d1 bílý věž · h1 bílý věž | c8 černý věž · d8 černý dáma · f8 černý věž · g8 černý král · a7 černý pěšec · b7 černý pěšec · d7 černý střelec · e7 černý pěšec · f7 černý pěšec · g7 černý střelec · d6 černý pěšec · f6 černý jezdec · g6 černý pěšec · e5 černý jezdec · h5 černý pěšec · d4 bílý jezdec · e4 bílý pěšec · h4 bílý pěšec · b3 bílý střelec · c3 bílý jezdec · e3 bílý střelec · f3 bílý pěšec · a2 bílý pěšec · b2 bílý pěšec · c2 bílý pěšec · d2 bílý dáma · g2 bílý pěšec · c1 bílý král · d1 bílý věž · h1 bílý věž | c8 černý věž · d8 černý dáma · f8 černý věž · g8 černý král · a7 černý pěšec · b7 černý pěšec · d7 černý střelec · e7 černý pěšec · f7 černý pěšec · g7 černý střelec · d6 černý pěšec · f6 černý jezdec · g6 černý pěšec · e5 černý jezdec · h5 černý pěšec · d4 bílý jezdec · e4 bílý pěšec · h4 bílý pěšec · b3 bílý střelec · c3 bílý jezdec · e3 bílý střelec · f3 bílý pěšec · a2 bílý pěšec · b2 bílý pěšec · c2 bílý pěšec · d2 bílý dáma · g2 bílý pěšec · c1 bílý král · d1 bílý věž · h1 bílý věž | c8 černý věž · d8 černý dáma · f8 černý věž · g8 černý král · a7 černý pěšec · b7 černý pěšec · d7 černý střelec · e7 černý pěšec · f7 černý pěšec · g7 černý střelec · d6 černý pěšec · f6 černý jezdec · g6 černý pěšec · e5 černý jezdec · h5 černý pěšec · d4 bílý jezdec · e4 bílý pěšec · h4 bílý pěšec · b3 bílý střelec · c3 bílý jezdec · e3 bílý střelec · f3 bílý pěšec · a2 bílý pěšec · b2 bílý pěšec · c2 bílý pěšec · d2 bílý dáma · g2 bílý pěšec · c1 bílý král · d1 bílý věž · h1 bílý věž | c8 černý věž · d8 černý dáma · f8 černý věž · g8 černý král · a7 černý pěšec · b7 černý pěšec · d7 černý střelec · e7 černý pěšec · f7 černý pěšec · g7 černý střelec · d6 černý pěšec · f6 černý jezdec · g6 černý pěšec · e5 černý jezdec · h5 černý pěšec · d4 bílý jezdec · e4 bílý pěšec · h4 bílý pěšec · b3 bílý střelec · c3 bílý jezdec · e3 bílý střelec · f3 bílý pěšec · a2 bílý pěšec · b2 bílý pěšec · c2 bílý pěšec · d2 bílý dáma · g2 bílý pěšec · c1 bílý král · d1 bílý věž · h1 bílý věž | c8 černý věž · d8 černý dáma · f8 černý věž · g8 černý král · a7 černý pěšec · b7 černý pěšec · d7 černý střelec · e7 černý pěšec · f7 černý pěšec · g7 černý střelec · d6 černý pěšec · f6 černý jezdec · g6 černý pěšec · e5 černý jezdec · h5 černý pěšec · d4 bílý jezdec · e4 bílý pěšec · h4 bílý pěšec · b3 bílý střelec · c3 bílý jezdec · e3 bílý střelec · f3 bílý pěšec · a2 bílý pěšec · b2 bílý pěšec · c2 bílý pěšec · d2 bílý dáma · g2 bílý pěšec · c1 bílý král · d1 bílý věž · h1 bílý věž | 4 |
| 3 | c8 černý věž · d8 černý dáma · f8 černý věž · g8 černý král · a7 černý pěšec · b7 černý pěšec · d7 černý střelec · e7 černý pěšec · f7 černý pěšec · g7 černý střelec · d6 černý pěšec · f6 černý jezdec · g6 černý pěšec · e5 černý jezdec · h5 černý pěšec · d4 bílý jezdec · e4 bílý pěšec · h4 bílý pěšec · b3 bílý střelec · c3 bílý jezdec · e3 bílý střelec · f3 bílý pěšec · a2 bílý pěšec · b2 bílý pěšec · c2 bílý pěšec · d2 bílý dáma · g2 bílý pěšec · c1 bílý král · d1 bílý věž · h1 bílý věž | c8 černý věž · d8 černý dáma · f8 černý věž · g8 černý král · a7 černý pěšec · b7 černý pěšec · d7 černý střelec · e7 černý pěšec · f7 černý pěšec · g7 černý střelec · d6 černý pěšec · f6 černý jezdec · g6 černý pěšec · e5 černý jezdec · h5 černý pěšec · d4 bílý jezdec · e4 bílý pěšec · h4 bílý pěšec · b3 bílý střelec · c3 bílý jezdec · e3 bílý střelec · f3 bílý pěšec · a2 bílý pěšec · b2 bílý pěšec · c2 bílý pěšec · d2 bílý dáma · g2 bílý pěšec · c1 bílý král · d1 bílý věž · h1 bílý věž | c8 černý věž · d8 černý dáma · f8 černý věž · g8 černý král · a7 černý pěšec · b7 černý pěšec · d7 černý střelec · e7 černý pěšec · f7 černý pěšec · g7 černý střelec · d6 černý pěšec · f6 černý jezdec · g6 černý pěšec · e5 černý jezdec · h5 černý pěšec · d4 bílý jezdec · e4 bílý pěšec · h4 bílý pěšec · b3 bílý střelec · c3 bílý jezdec · e3 bílý střelec · f3 bílý pěšec · a2 bílý pěšec · b2 bílý pěšec · c2 bílý pěšec · d2 bílý dáma · g2 bílý pěšec · c1 bílý král · d1 bílý věž · h1 bílý věž | c8 černý věž · d8 černý dáma · f8 černý věž · g8 černý král · a7 černý pěšec · b7 černý pěšec · d7 černý střelec · e7 černý pěšec · f7 černý pěšec · g7 černý střelec · d6 černý pěšec · f6 černý jezdec · g6 černý pěšec · e5 černý jezdec · h5 černý pěšec · d4 bílý jezdec · e4 bílý pěšec · h4 bílý pěšec · b3 bílý střelec · c3 bílý jezdec · e3 bílý střelec · f3 bílý pěšec · a2 bílý pěšec · b2 bílý pěšec · c2 bílý pěšec · d2 bílý dáma · g2 bílý pěšec · c1 bílý král · d1 bílý věž · h1 bílý věž | c8 černý věž · d8 černý dáma · f8 černý věž · g8 černý král · a7 černý pěšec · b7 černý pěšec · d7 černý střelec · e7 černý pěšec · f7 černý pěšec · g7 černý střelec · d6 černý pěšec · f6 černý jezdec · g6 černý pěšec · e5 černý jezdec · h5 černý pěšec · d4 bílý jezdec · e4 bílý pěšec · h4 bílý pěšec · b3 bílý střelec · c3 bílý jezdec · e3 bílý střelec · f3 bílý pěšec · a2 bílý pěšec · b2 bílý pěšec · c2 bílý pěšec · d2 bílý dáma · g2 bílý pěšec · c1 bílý král · d1 bílý věž · h1 bílý věž | c8 černý věž · d8 černý dáma · f8 černý věž · g8 černý král · a7 černý pěšec · b7 černý pěšec · d7 černý střelec · e7 černý pěšec · f7 černý pěšec · g7 černý střelec · d6 černý pěšec · f6 černý jezdec · g6 černý pěšec · e5 černý jezdec · h5 černý pěšec · d4 bílý jezdec · e4 bílý pěšec · h4 bílý pěšec · b3 bílý střelec · c3 bílý jezdec · e3 bílý střelec · f3 bílý pěšec · a2 bílý pěšec · b2 bílý pěšec · c2 bílý pěšec · d2 bílý dáma · g2 bílý pěšec · c1 bílý král · d1 bílý věž · h1 bílý věž | c8 černý věž · d8 černý dáma · f8 černý věž · g8 černý král · a7 černý pěšec · b7 černý pěšec · d7 černý střelec · e7 černý pěšec · f7 černý pěšec · g7 černý střelec · d6 černý pěšec · f6 černý jezdec · g6 černý pěšec · e5 černý jezdec · h5 černý pěšec · d4 bílý jezdec · e4 bílý pěšec · h4 bílý pěšec · b3 bílý střelec · c3 bílý jezdec · e3 bílý střelec · f3 bílý pěšec · a2 bílý pěšec · b2 bílý pěšec · c2 bílý pěšec · d2 bílý dáma · g2 bílý pěšec · c1 bílý král · d1 bílý věž · h1 bílý věž | c8 černý věž · d8 černý dáma · f8 černý věž · g8 černý král · a7 černý pěšec · b7 černý pěšec · d7 černý střelec · e7 černý pěšec · f7 černý pěšec · g7 černý střelec · d6 černý pěšec · f6 černý jezdec · g6 černý pěšec · e5 černý jezdec · h5 černý pěšec · d4 bílý jezdec · e4 bílý pěšec · h4 bílý pěšec · b3 bílý střelec · c3 bílý jezdec · e3 bílý střelec · f3 bílý pěšec · a2 bílý pěšec · b2 bílý pěšec · c2 bílý pěšec · d2 bílý dáma · g2 bílý pěšec · c1 bílý král · d1 bílý věž · h1 bílý věž | 3 |
| 2 | c8 černý věž · d8 černý dáma · f8 černý věž · g8 černý král · a7 černý pěšec · b7 černý pěšec · d7 černý střelec · e7 černý pěšec · f7 černý pěšec · g7 černý střelec · d6 černý pěšec · f6 černý jezdec · g6 černý pěšec · e5 černý jezdec · h5 černý pěšec · d4 bílý jezdec · e4 bílý pěšec · h4 bílý pěšec · b3 bílý střelec · c3 bílý jezdec · e3 bílý střelec · f3 bílý pěšec · a2 bílý pěšec · b2 bílý pěšec · c2 bílý pěšec · d2 bílý dáma · g2 bílý pěšec · c1 bílý král · d1 bílý věž · h1 bílý věž | c8 černý věž · d8 černý dáma · f8 černý věž · g8 černý král · a7 černý pěšec · b7 černý pěšec · d7 černý střelec · e7 černý pěšec · f7 černý pěšec · g7 černý střelec · d6 černý pěšec · f6 černý jezdec · g6 černý pěšec · e5 černý jezdec · h5 černý pěšec · d4 bílý jezdec · e4 bílý pěšec · h4 bílý pěšec · b3 bílý střelec · c3 bílý jezdec · e3 bílý střelec · f3 bílý pěšec · a2 bílý pěšec · b2 bílý pěšec · c2 bílý pěšec · d2 bílý dáma · g2 bílý pěšec · c1 bílý král · d1 bílý věž · h1 bílý věž | c8 černý věž · d8 černý dáma · f8 černý věž · g8 černý král · a7 černý pěšec · b7 černý pěšec · d7 černý střelec · e7 černý pěšec · f7 černý pěšec · g7 černý střelec · d6 černý pěšec · f6 černý jezdec · g6 černý pěšec · e5 černý jezdec · h5 černý pěšec · d4 bílý jezdec · e4 bílý pěšec · h4 bílý pěšec · b3 bílý střelec · c3 bílý jezdec · e3 bílý střelec · f3 bílý pěšec · a2 bílý pěšec · b2 bílý pěšec · c2 bílý pěšec · d2 bílý dáma · g2 bílý pěšec · c1 bílý král · d1 bílý věž · h1 bílý věž | c8 černý věž · d8 černý dáma · f8 černý věž · g8 černý král · a7 černý pěšec · b7 černý pěšec · d7 černý střelec · e7 černý pěšec · f7 černý pěšec · g7 černý střelec · d6 černý pěšec · f6 černý jezdec · g6 černý pěšec · e5 černý jezdec · h5 černý pěšec · d4 bílý jezdec · e4 bílý pěšec · h4 bílý pěšec · b3 bílý střelec · c3 bílý jezdec · e3 bílý střelec · f3 bílý pěšec · a2 bílý pěšec · b2 bílý pěšec · c2 bílý pěšec · d2 bílý dáma · g2 bílý pěšec · c1 bílý král · d1 bílý věž · h1 bílý věž | c8 černý věž · d8 černý dáma · f8 černý věž · g8 černý král · a7 černý pěšec · b7 černý pěšec · d7 černý střelec · e7 černý pěšec · f7 černý pěšec · g7 černý střelec · d6 černý pěšec · f6 černý jezdec · g6 černý pěšec · e5 černý jezdec · h5 černý pěšec · d4 bílý jezdec · e4 bílý pěšec · h4 bílý pěšec · b3 bílý střelec · c3 bílý jezdec · e3 bílý střelec · f3 bílý pěšec · a2 bílý pěšec · b2 bílý pěšec · c2 bílý pěšec · d2 bílý dáma · g2 bílý pěšec · c1 bílý král · d1 bílý věž · h1 bílý věž | c8 černý věž · d8 černý dáma · f8 černý věž · g8 černý král · a7 černý pěšec · b7 černý pěšec · d7 černý střelec · e7 černý pěšec · f7 černý pěšec · g7 černý střelec · d6 černý pěšec · f6 černý jezdec · g6 černý pěšec · e5 černý jezdec · h5 černý pěšec · d4 bílý jezdec · e4 bílý pěšec · h4 bílý pěšec · b3 bílý střelec · c3 bílý jezdec · e3 bílý střelec · f3 bílý pěšec · a2 bílý pěšec · b2 bílý pěšec · c2 bílý pěšec · d2 bílý dáma · g2 bílý pěšec · c1 bílý král · d1 bílý věž · h1 bílý věž | c8 černý věž · d8 černý dáma · f8 černý věž · g8 černý král · a7 černý pěšec · b7 černý pěšec · d7 černý střelec · e7 černý pěšec · f7 černý pěšec · g7 černý střelec · d6 černý pěšec · f6 černý jezdec · g6 černý pěšec · e5 černý jezdec · h5 černý pěšec · d4 bílý jezdec · e4 bílý pěšec · h4 bílý pěšec · b3 bílý střelec · c3 bílý jezdec · e3 bílý střelec · f3 bílý pěšec · a2 bílý pěšec · b2 bílý pěšec · c2 bílý pěšec · d2 bílý dáma · g2 bílý pěšec · c1 bílý král · d1 bílý věž · h1 bílý věž | c8 černý věž · d8 černý dáma · f8 černý věž · g8 černý král · a7 černý pěšec · b7 černý pěšec · d7 černý střelec · e7 černý pěšec · f7 černý pěšec · g7 černý střelec · d6 černý pěšec · f6 černý jezdec · g6 černý pěšec · e5 černý jezdec · h5 černý pěšec · d4 bílý jezdec · e4 bílý pěšec · h4 bílý pěšec · b3 bílý střelec · c3 bílý jezdec · e3 bílý střelec · f3 bílý pěšec · a2 bílý pěšec · b2 bílý pěšec · c2 bílý pěšec · d2 bílý dáma · g2 bílý pěšec · c1 bílý král · d1 bílý věž · h1 bílý věž | 2 |
| 1 | c8 černý věž · d8 černý dáma · f8 černý věž · g8 černý král · a7 černý pěšec · b7 černý pěšec · d7 černý střelec · e7 černý pěšec · f7 černý pěšec · g7 černý střelec · d6 černý pěšec · f6 černý jezdec · g6 černý pěšec · e5 černý jezdec · h5 černý pěšec · d4 bílý jezdec · e4 bílý pěšec · h4 bílý pěšec · b3 bílý střelec · c3 bílý jezdec · e3 bílý střelec · f3 bílý pěšec · a2 bílý pěšec · b2 bílý pěšec · c2 bílý pěšec · d2 bílý dáma · g2 bílý pěšec · c1 bílý král · d1 bílý věž · h1 bílý věž | c8 černý věž · d8 černý dáma · f8 černý věž · g8 černý král · a7 černý pěšec · b7 černý pěšec · d7 černý střelec · e7 černý pěšec · f7 černý pěšec · g7 černý střelec · d6 černý pěšec · f6 černý jezdec · g6 černý pěšec · e5 černý jezdec · h5 černý pěšec · d4 bílý jezdec · e4 bílý pěšec · h4 bílý pěšec · b3 bílý střelec · c3 bílý jezdec · e3 bílý střelec · f3 bílý pěšec · a2 bílý pěšec · b2 bílý pěšec · c2 bílý pěšec · d2 bílý dáma · g2 bílý pěšec · c1 bílý král · d1 bílý věž · h1 bílý věž | c8 černý věž · d8 černý dáma · f8 černý věž · g8 černý král · a7 černý pěšec · b7 černý pěšec · d7 černý střelec · e7 černý pěšec · f7 černý pěšec · g7 černý střelec · d6 černý pěšec · f6 černý jezdec · g6 černý pěšec · e5 černý jezdec · h5 černý pěšec · d4 bílý jezdec · e4 bílý pěšec · h4 bílý pěšec · b3 bílý střelec · c3 bílý jezdec · e3 bílý střelec · f3 bílý pěšec · a2 bílý pěšec · b2 bílý pěšec · c2 bílý pěšec · d2 bílý dáma · g2 bílý pěšec · c1 bílý král · d1 bílý věž · h1 bílý věž | c8 černý věž · d8 černý dáma · f8 černý věž · g8 černý král · a7 černý pěšec · b7 černý pěšec · d7 černý střelec · e7 černý pěšec · f7 černý pěšec · g7 černý střelec · d6 černý pěšec · f6 černý jezdec · g6 černý pěšec · e5 černý jezdec · h5 černý pěšec · d4 bílý jezdec · e4 bílý pěšec · h4 bílý pěšec · b3 bílý střelec · c3 bílý jezdec · e3 bílý střelec · f3 bílý pěšec · a2 bílý pěšec · b2 bílý pěšec · c2 bílý pěšec · d2 bílý dáma · g2 bílý pěšec · c1 bílý král · d1 bílý věž · h1 bílý věž | c8 černý věž · d8 černý dáma · f8 černý věž · g8 černý král · a7 černý pěšec · b7 černý pěšec · d7 černý střelec · e7 černý pěšec · f7 černý pěšec · g7 černý střelec · d6 černý pěšec · f6 černý jezdec · g6 černý pěšec · e5 černý jezdec · h5 černý pěšec · d4 bílý jezdec · e4 bílý pěšec · h4 bílý pěšec · b3 bílý střelec · c3 bílý jezdec · e3 bílý střelec · f3 bílý pěšec · a2 bílý pěšec · b2 bílý pěšec · c2 bílý pěšec · d2 bílý dáma · g2 bílý pěšec · c1 bílý král · d1 bílý věž · h1 bílý věž | c8 černý věž · d8 černý dáma · f8 černý věž · g8 černý král · a7 černý pěšec · b7 černý pěšec · d7 černý střelec · e7 černý pěšec · f7 černý pěšec · g7 černý střelec · d6 černý pěšec · f6 černý jezdec · g6 černý pěšec · e5 černý jezdec · h5 černý pěšec · d4 bílý jezdec · e4 bílý pěšec · h4 bílý pěšec · b3 bílý střelec · c3 bílý jezdec · e3 bílý střelec · f3 bílý pěšec · a2 bílý pěšec · b2 bílý pěšec · c2 bílý pěšec · d2 bílý dáma · g2 bílý pěšec · c1 bílý král · d1 bílý věž · h1 bílý věž | c8 černý věž · d8 černý dáma · f8 černý věž · g8 černý král · a7 černý pěšec · b7 černý pěšec · d7 černý střelec · e7 černý pěšec · f7 černý pěšec · g7 černý střelec · d6 černý pěšec · f6 černý jezdec · g6 černý pěšec · e5 černý jezdec · h5 černý pěšec · d4 bílý jezdec · e4 bílý pěšec · h4 bílý pěšec · b3 bílý střelec · c3 bílý jezdec · e3 bílý střelec · f3 bílý pěšec · a2 bílý pěšec · b2 bílý pěšec · c2 bílý pěšec · d2 bílý dáma · g2 bílý pěšec · c1 bílý král · d1 bílý věž · h1 bílý věž | c8 černý věž · d8 černý dáma · f8 černý věž · g8 černý král · a7 černý pěšec · b7 černý pěšec · d7 černý střelec · e7 černý pěšec · f7 černý pěšec · g7 černý střelec · d6 černý pěšec · f6 černý jezdec · g6 černý pěšec · e5 černý jezdec · h5 černý pěšec · d4 bílý jezdec · e4 bílý pěšec · h4 bílý pěšec · b3 bílý střelec · c3 bílý jezdec · e3 bílý střelec · f3 bílý pěšec · a2 bílý pěšec · b2 bílý pěšec · c2 bílý pěšec · d2 bílý dáma · g2 bílý pěšec · c1 bílý král · d1 bílý věž · h1 bílý věž | 1 |
|   | a | b | c | d | e | f | g | h |   |

Opačné rošády je situace v šachu, kdy jedna udělala krátkou rošádu, druhá dlouhou rošádu, tedy rošády na různé strany. Toto postavení ve většině případů určuje plán hry, jelikož obě strany mohou bezstarostně útočit na soupeřova krále pěšci i ostatními figurami, bez obav o oslabení postavení vlastního krále. Jsou však i případy, kdy při opačných rošadách není útok na soupeřova krále dobrým plánem (například pokud stále ještě probíhá boj o centrum).

## Zahájení, pro které jsou opačné rošády charakteristické
- Některé varianty sicilské obrany, například
  - Dračí varianta
  - Najdorfův systém
- Albinův protigambit
- Pircova obrana